# Kārlis Padegs

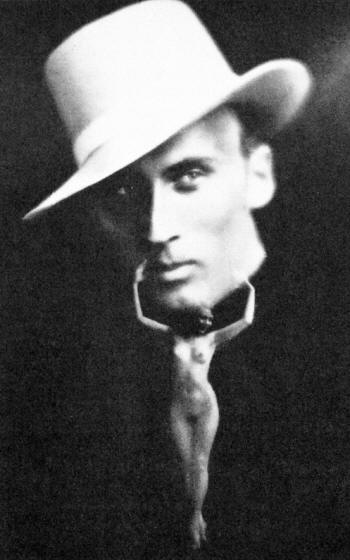
Kārlis Padegs
(fotocollage door K. Padegs, ca. 1934)

Kārlis Padegs (Riga, 8 oktober 1911 – aldaar, 19 april 1940) was een Lets kunstschilder. Hij schilderde in een geheel eigen modernistische stijl, verwant aan het expressionisme.

## Leven en werk
Padegs werd geboren in een arbeiderswijk van Riga en zou zijn hele leven in zijn geboortestad blijven wonen. Hij studeerde er aan de Letse Kunstacademie, onder Vilhelms Purvītis. In 1930 begon hij te werken voor het satirische maatschappijkritische weekblad De weegschaal, waarvoor hij meer dan 170 tekeningen maakte. In 1939 illustreerde hij de werken van Knut Hamsun.
Het meest bekend werd Padegs door zijn toentertijd vaak als provocerend ervaren schilderijen uit de jaren dertig. Zijn werk laat zich moeilijk onderbrengen in een specifieke stroming. Hij werd beïnvloed door hele diverse schilders als Edvard Munch, Henri de Toulouse-Lautrec, Henri Matisse, Félicien Rops en Janis Rozentāls. Zijn werk vertoont verwantschap met het expressionisme en het symbolisme. Het kenmerkt zich door veel vervormingen gecombineerd met een esthetische lijnvoering en sterke contrasten. Zijn thema's lopen vaak door elkaar, zijn geworteld in zijn anti-oorloghouding, weerspiegelen de zelfkant van het moderne stadsleven of tekenen zijn ideale droomwereld met madonna's. De uitwerking is vaak grotesk, ironisch en paradoxaal. Veel van zijn werken hebben iets Amerikaans, eerder dan dat ze Lets genoemd kunnen worden.
Padegs was in de jaren dertig een veelbesproken en controversiële figuur in Riga. Hij was een typische outsider. Als dandy flaneerde hij avond na avond door het centrum, gekleed in een lange zwarte jas met een felrode sjaal, op zijn hoofd een breedgerande hoed, in de ene hand een wandelstok en in de andere een sigaret. Hij hield ervan te choqueren, zowel door zijn levenswijze als in zijn werk. Zijn gezondheid liet echter te wensen over. Hij leed aan tuberculose en overleed op jonge leeftijd in 1940, 28 jaar oud.
Een groot aantal schilderijen van Padegs zijn na zijn overlijden verloren gegaan. Diverse bewaard gebleven werken zijn thans te zien in het Lets Nationaal Museum te Riga. In het centrum van Riga, nabij het Vermanespark, staat een bronzen standbeeld van Padegs.

## Galerij

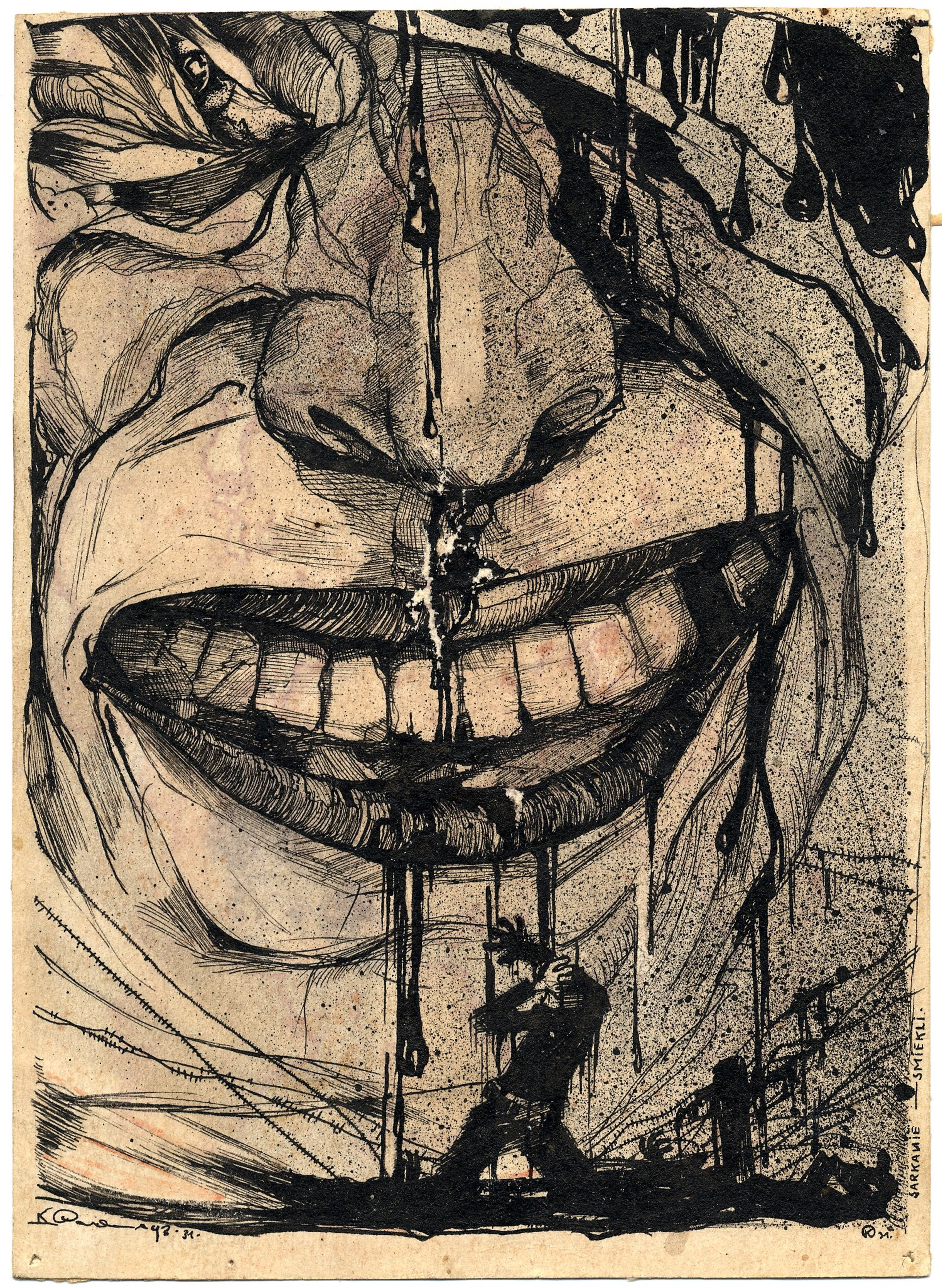
Het rode lachen, 1931
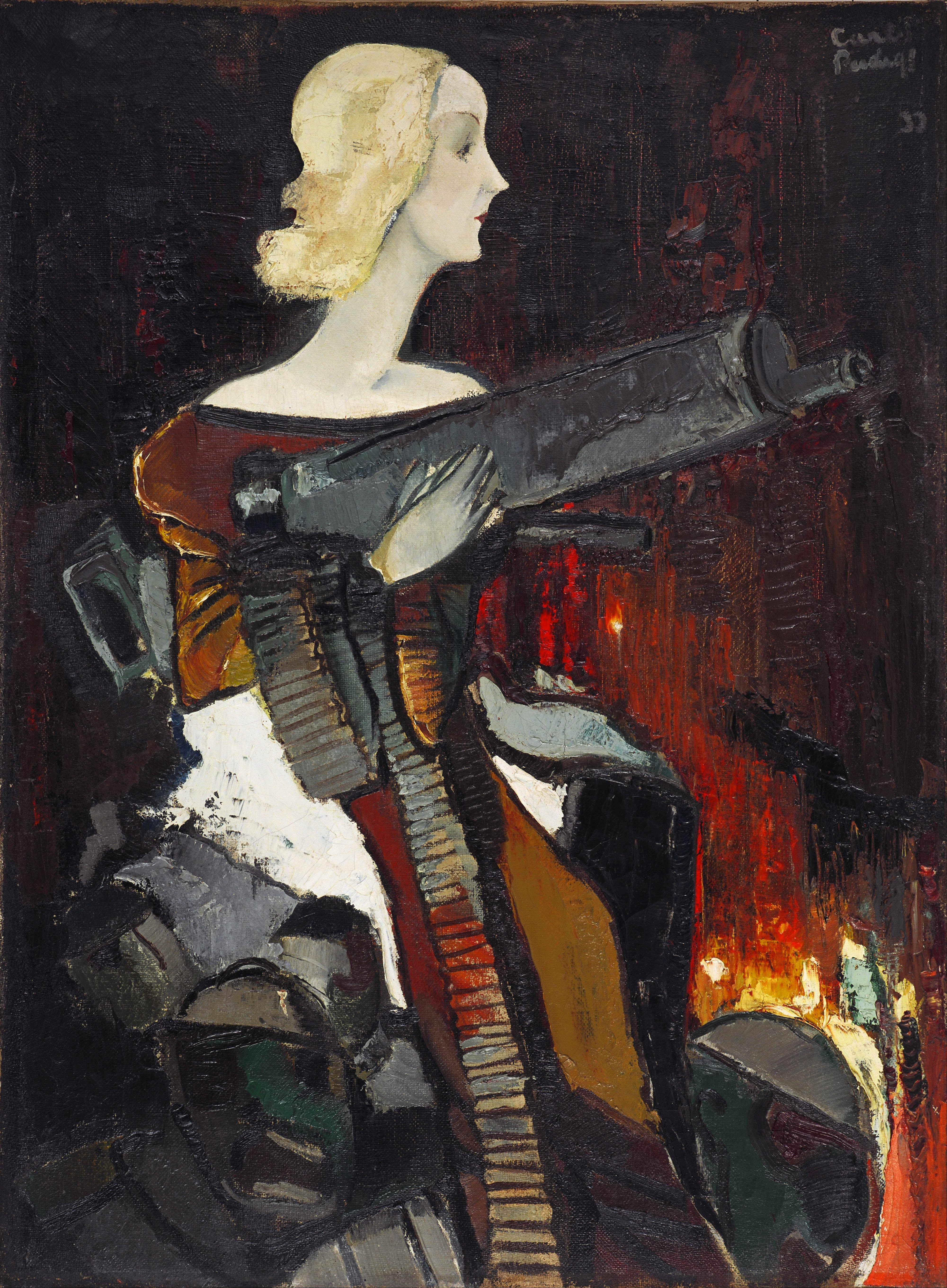
Madonna met een machinegeweer, 1932
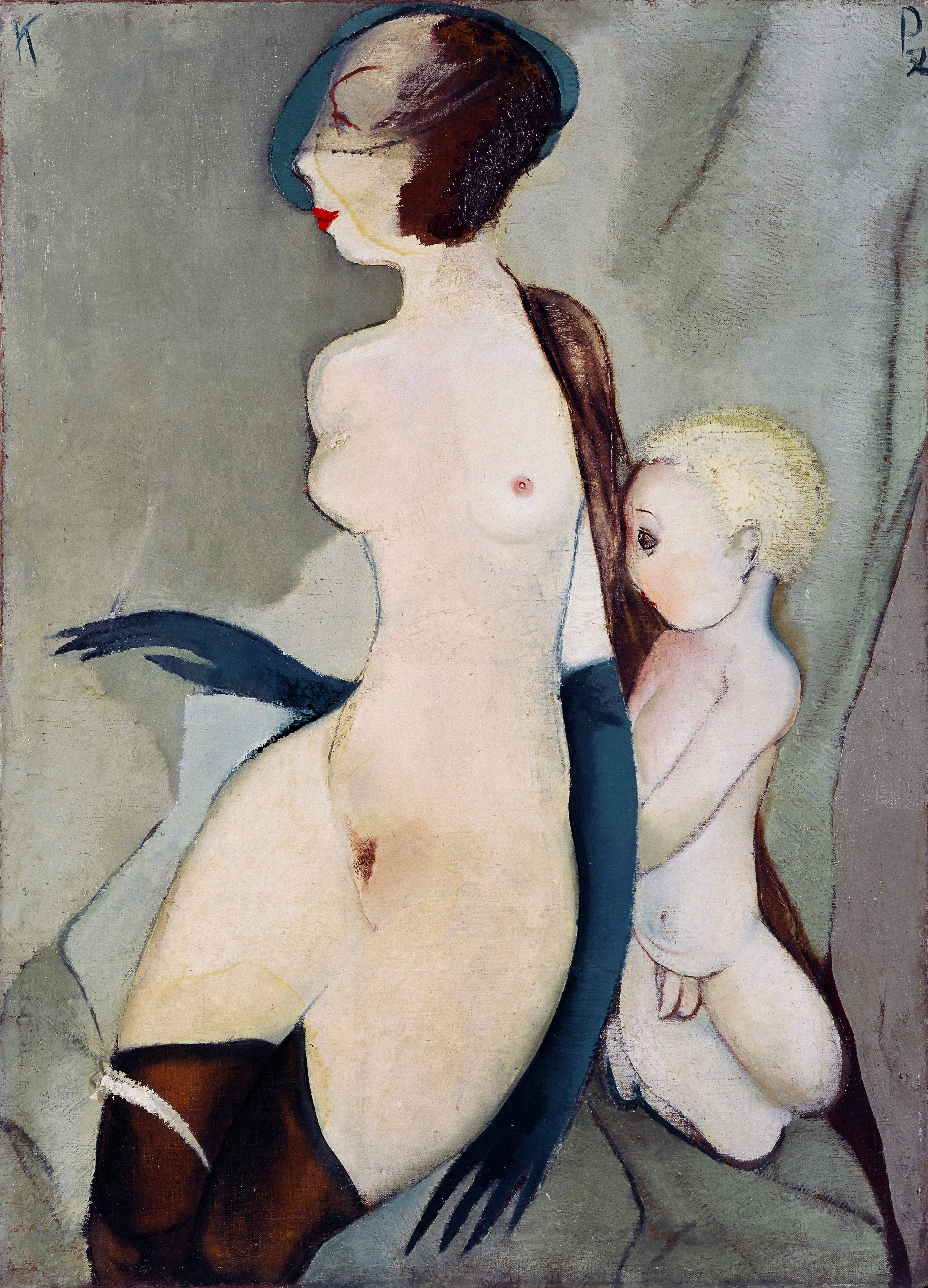
Madonna van de Mariastraat, 1932
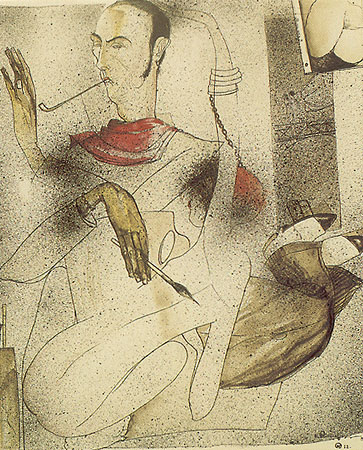
Zelfportret, 1932
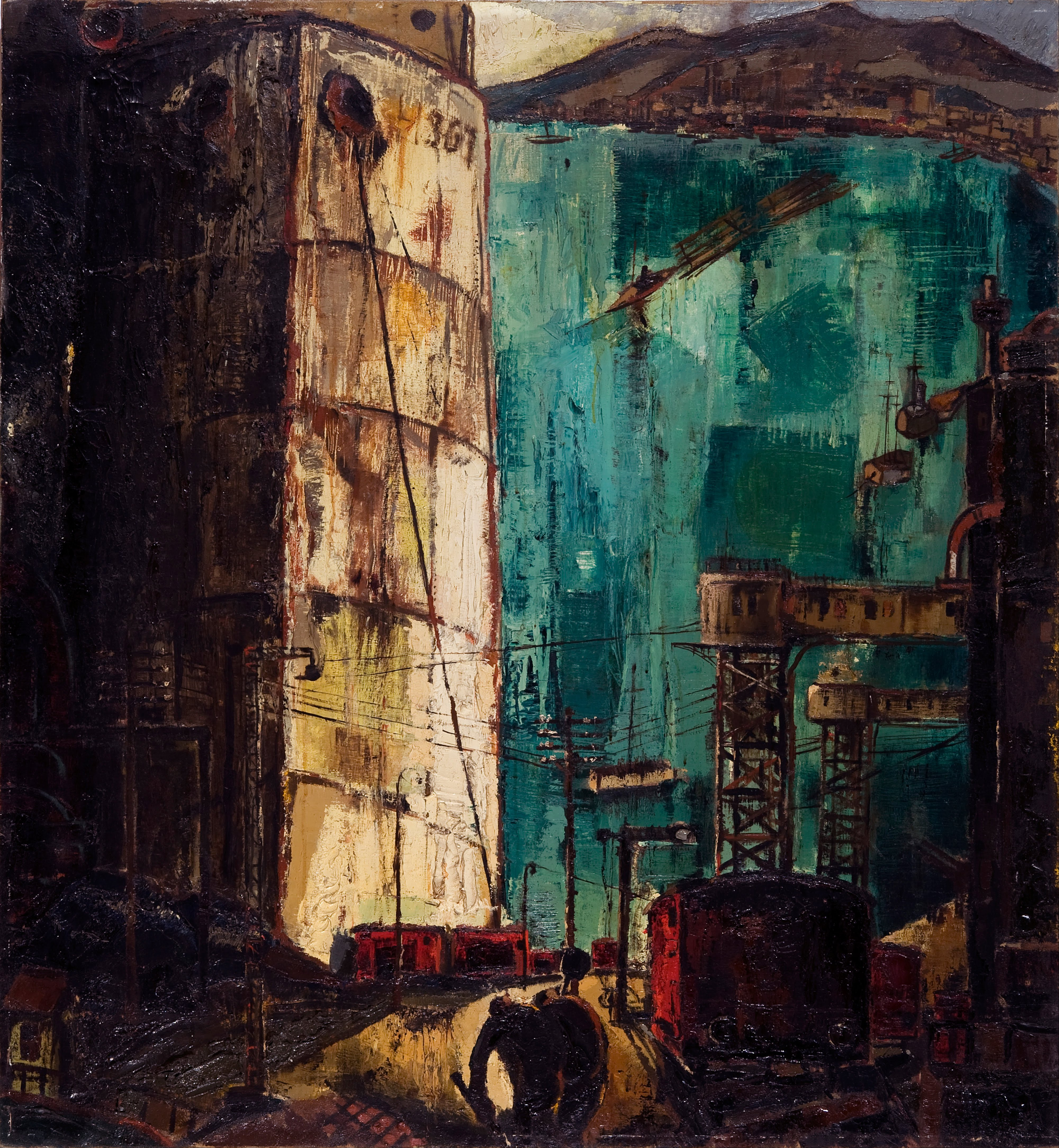
De haven, 1933
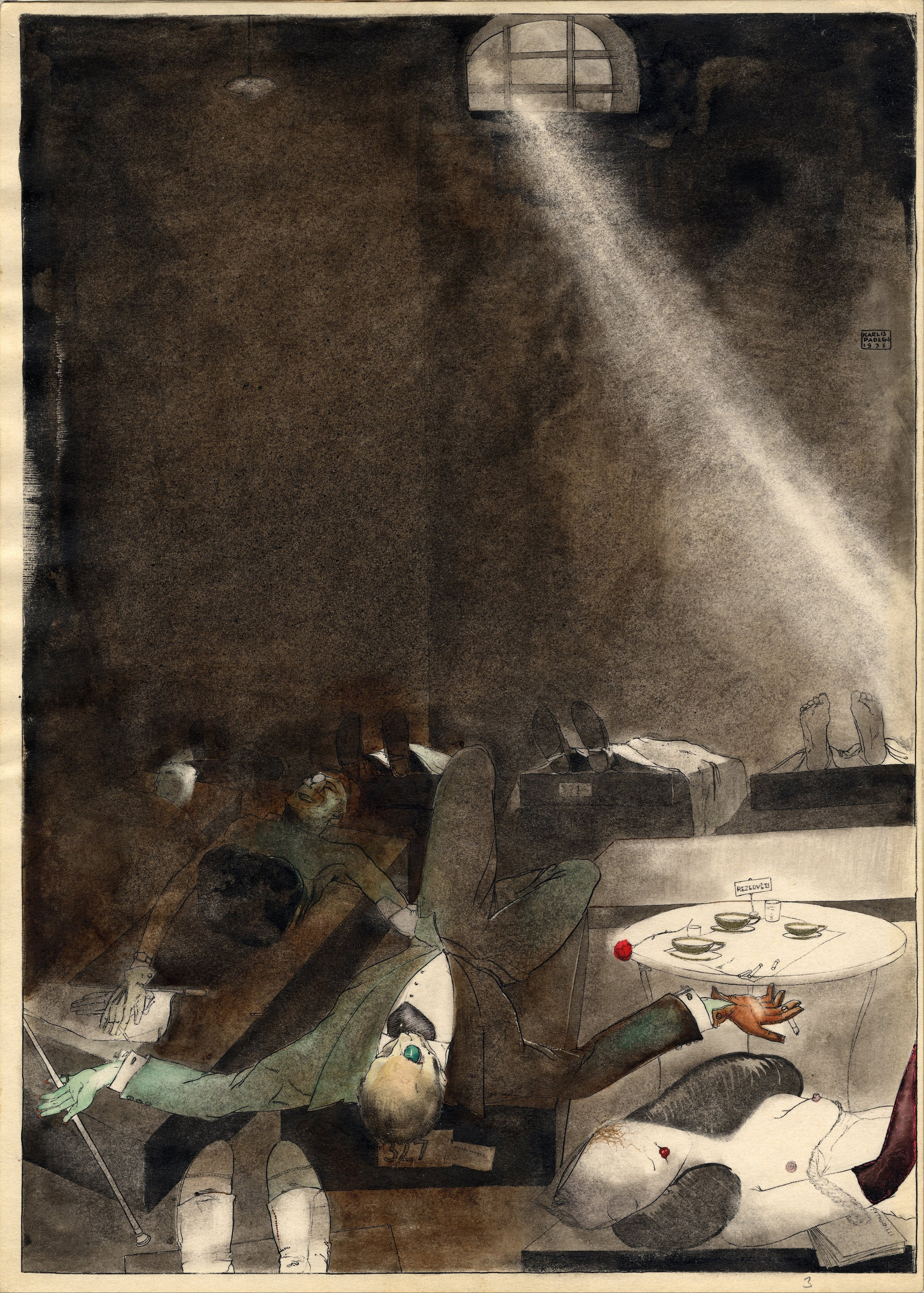
Vijf uur thee in de ochtend, 1935

## Noot
1. ↑  Behoudens een periode tijdens de eerste Wereldoorlog, toen hij als kind op het platteland van Letland was ondergebracht.

- Bibsys: 10005396
- Gemeinsame Normdatei: 119162415
- International Standard Name Identifier: 0000 0000 6674 8872
- Library of Congress Control Number: no92023250
- Nationale Bibliotheek van Letland: 000141740
- Union List of Artist Names: 500121470
- Virtual International Authority File: 8191749
- WorldCat: E39PBJmP3w98BQjfk7hbWFbKh3